# Фігурне катання на зимових Олімпійських іграх 1932
Змагання з фігурного катання на Зимових Олімпійських іграх 1932 проходили в трьох дисциплінах: чоловіче та жіноче одиночне катання та в парах. Змагання проходили з понеділка 8-го по п'ятницю 12 лютого 1932 року в Лейк-Плесід на штучній льодовій ковзанці Олімпійської арени.
Наймолодшим фігуристом на Олімпіаді-1932 була британка Сесилія Колледж (11 років та 73 днів; також за всю історію Олімпіад у цій дисципліні), а найстаршим — американець Джозеф Савадж (52 років та 267 днів).

## Календар
| • | Церемонія відкриття | • | Основна програма | • | Фінальні змагання | • | Церемонія закриття |

| лютий                     | 4 Чт | 5 Пт | 6 Сб | 7 Нд | 8 Пн | 9 Вт | 10 Ср | 11 Чт | 12 Пт | 13 Сб | 14 Нд | 15 Пн |
| ------------------------- | ---- | ---- | ---- | ---- | ---- | ---- | ----- | ----- | ----- | ----- | ----- | ----- |
| чоловіче одиночне катання |      |      |      |      | •    | •    |       |       |       |       |       |       |
| жіноче одиночне катання   |      |      |      |      |      | •    | •     |       |       |       |       |       |
| парне катання             |      |      |      |      |      |      |       |       | •     |       |       |       |
| церемонії                 | •    |      |      |      |      |      |       |       |       |       |       | •     |

## Країни-учасниці
У змаганні брало участь 39 фігуристів (18 чоловіків та 21 жінка) з 13 країн (10/9).
- Австрія (2: чоловіків — 1; жінок — 1)
- Бельгія (1: чоловіків — 0; жінок — 1)
- Канада (6: чоловіків — 2; жінок — 4)
- Чехословаччина (1: чоловіків — 1; жінок — 0)
- Фінляндія (1: чоловіків — 1; жінок — 0)
- Франція (2: чоловіків — 1; жінок — 1)
- Німеччина (1: чоловіків — 1; жінок — 0)
- Велика Британія (4: чоловіків — 0; жінок — 4)
- Угорщина (4: чоловіків — 2; жінок — 2)
- Японія (2: чоловіків — 2; жінок — 0)
- Норвегія (1: чоловіків — 0; жінок — 1)
- Швеція (2: чоловіків — 1; жінок — 1)
- США (12: чоловіків — 6; жінок — 6)

## Медальний залік

### Таблиця
| Місце  | Країна   | Золото | Срібло | Бронза | Загалом |
| ------ | -------- | ------ | ------ | ------ | ------- |
| 1      | Австрія  | 1      | 1      | 0      | 2       |
| 2      | Норвегія | 1      | 0      | 0      | 1       |
| 2      | Франція  | 1      | 0      | 0      | 1       |
| 4      | США      | 0      | 1      | 1      | 2       |
| 5      | Швеція   | 0      | 1      | 0      | 1       |
| 6      | Канада   | 0      | 0      | 1      | 1       |
| 6      | Угорщина | 0      | 0      | 1      | 1       |
| Усього | Усього   | 3      | 3      | 3      | 9       |

### Медалісти
| Дисципліна                | Золото                              | Срібло                                | Бронза                                  |
| ------------------------- | ----------------------------------- | ------------------------------------- | --------------------------------------- |
| чоловіче одиночне катання | Карл Шефер · Австрія                | Гілліс Графстрем · Швеція             | Монтгомері Вілсон · Канада              |
| жіноче одиночне катання   | Соня Гені · Норвегія                | Фрітці Бургер · Австрія               | Марібель Вінсон · США                   |
| парне катання             | Андре Брюне · П'єрр Брюне · Франція | Беатрікс Лоґран · Шервін Беджер · США | Емілія Роттер · Ласло Соллаш · Угорщина |